# دون كوان
دون كوان (بالإنجليزية: Don Cowan)‏ (17 أغسطس 1931 في المملكة المتحدة - 19 نوفمبر 2024) هو لاعب كرة قدم بريطاني في مركز حراسة المرمى. لعب مع نادي  شيلدز الشمالية ‏ ودارلينجتون إف سى.